# 抗日：血戰緬甸
《抗日：血戰緬甸》是由北京歡樂億派科技有限公司開發的一款以緬甸戰役為主題的第一人稱射擊遊戲，是《抗日：血戰上海灘》的續作，亦是「抗日三部曲」的第二部。计划的第三部《血战钓鱼岛》最终没有开发出版。

## 剧情背景
本作故事背景为1944年中国远征军第二次入缅作战，玩家将要扮演一名远征军士兵，你必须在日军如同潮水一般的攻势下成功存活并且阻挡日军在缅甸的攻势。
本作与前作《抗日：血战上海滩》的剧情并无联系，同时游戏方式亦从前作的光枪射击玩法改为了《抢滩登陆2000》式的固定式第一人称视角射击。

## 海外版本
本作在更换语音为英文配音以及改变部分模型后，以《越南战争：胡志明小道》（Vietnam War: Ho Chi Minh Trail）为名在海外发售。

## 外部連結
- 3DMGAME上《抗日：血戰緬甸》的資料（简体中文）
- YouTube上的【国民党军队抗日题材游戏】囧的呼唤204期